# Церква святого великомученика Димитрія Солунського (Мишків)
Церква святого великомученика Димитрія Солунського в Мишкові — парафія і храм Заліщицького благочиння Тернопільської єпархії Православної церкви України в селі Мишків Чортківського району Тернопільської области.
Оголошена пам'яткою архітектури місцевого значення (охоронний номер 489).

## Історія церкви
Місце для будівництва храму обрали там, де стояла дерев'яна капличка, покрита ґонтом. Цвинтар перенесли на околицю села, на північно-східний берег річки Серет.
Будівництво храму на схилі Серету розпочалося у 1770 році і завершилося у 1784 році.
Для запобігання зсувам ґрунту збудували захисний мур та посадили липи, які збереглися досі.
У 1820 році до храму добудували захристя з правого боку. У 1893 році добудували бабинець, встелили підлогу та перекрили дах цинковою бляхою. На подвір'ї встановили навіс.
Разом із храмом звели дзвіницю на 4 дзвони, покриту ґонтом. У середині 1920-х років придбали та освятили дзвін на честь святого великомученика Димитрія Солунського.
Поруч із дзвіницею збудували вежу з годинниковим дзвоном, купленим у Німеччині на кошти громади. У 1942 році, під час Другої світової війни, німці наказали здати всі дзвони. Їх відвезли на залізничну станцію в Борщів, але дзвін святого Димитрія селяни таємно зняли і закопали, а після війни повернули на місце. У 1990 році дзвіницю підмурували та зробили новий дах.

## Парохи
- о. Іван Бибик (с. Більче-Золоте, 1962—1981),
- о. Степан Костецький (1981—1984),
- о. Михайло Друзик (1984—1988),
- о. Василь Вирозуб (1989—1990),
- о. Іван Григорій (з 1990).